# Pirkankatu
Pirkankatu, est une rue orientée est-ouest de Tampere en Finlande.

## Présentation
Pirkankatu forme la frontière sud du quartier d'Amuri. Du côté sud de la rue se trouvent les quartiers de Kaakinmaa et Pyynikinrinne. À l'extrémité orientale de Pirkankatu, se trouve Hämeenpuisto, au milieu duquel elle croise  Hämeenkatu.
À l'ouest, à la frontière de Pispala, Pirkankatu est prolongée par la rue Pispalan valtatie.
Pirkankatu est l'une des voies d'accès menant au centre-ville de Tampere et l'une des principales rues utilisées par les transports publics de Tampere. En 2021, l'arrêt artistique du tramway de Tampere conçu par le sculpteur Jaakko Himanen a été achevé sur Pirkankatu, devant Pyynikintori,. Pyynikintori est le terminus de la première phase du tramway, d'où les tramways traversent le centre jusqu'à Hervanta,,,.

## Bâtiments
À l'extrémité est de Pirkankatu se trouve le parc de l'église de Pyynikki, important en termes de paysage urbain et d'histoire, où l'église Aleksandre (1881) domine le paysage. De l'autre côté de la rue se trouve la bibliothèque principale de Tampere (1986), d'importance nationale, conçue par le couple d'architectes Raili Pietilä et Reima Pietilä.
D'autres bâtiments précieux dans la partie orientale de Pirkankatu sont le musée d'art Hiekka (1928), la maison des pompiers volontaires (1910) et la piscine de Pyynikki (1956). Dans la partie occidentale de Pirkankatu se trouve le premier bâtiment conçu comme école professionnelle en Finlande, l'école professionnelle de Pyynikki (1940). Il y a aussi le Rollikkahalli (1950), qui servait à l'origine de dépôt pour les tramways,,,,.
En face de Rollikkahalli se trouve le centre social et de santé Tipoti (2013), construit sur une pente raide,.
La plupart des bâtiments résidentiels de Pirkankatu sont des maisons en bois construites dans les années 1920. C'est par exemple le cas de la Kilometritalo (1923), longue de 138 mètres. Parmi les immeubles d'appartements en pierre, Veljeslinna (1952) est l'un des plus remarquables, qui fait partie d'un grand et rare immeuble en impasse à Tampere.
Dans le plan régional du Pirkanmaa (2040), la partie ouest de Pirkankatu est définie comme un environnement culturel bâti de valeur régionale. De plus, à l'extrémité est de la rue, un tronçon est classé comme valeur régionale, qui comprend le musée d'art Hiekka, la maison des pompiers volontaires et la piscine de Pyynikki, un peu plus loin de Pirkankatu, le musée d'art de Tampere et le Musée de l'habitat ouvrier d'Amuri.
La bibliothèque principale Metso abritait auparavant la maison Kaipio conçue par Frans Ludvig Calonius, où le Musée d'histoire naturelle de Tampere a fonctionné de 1961 à 1982,.

## Galerie

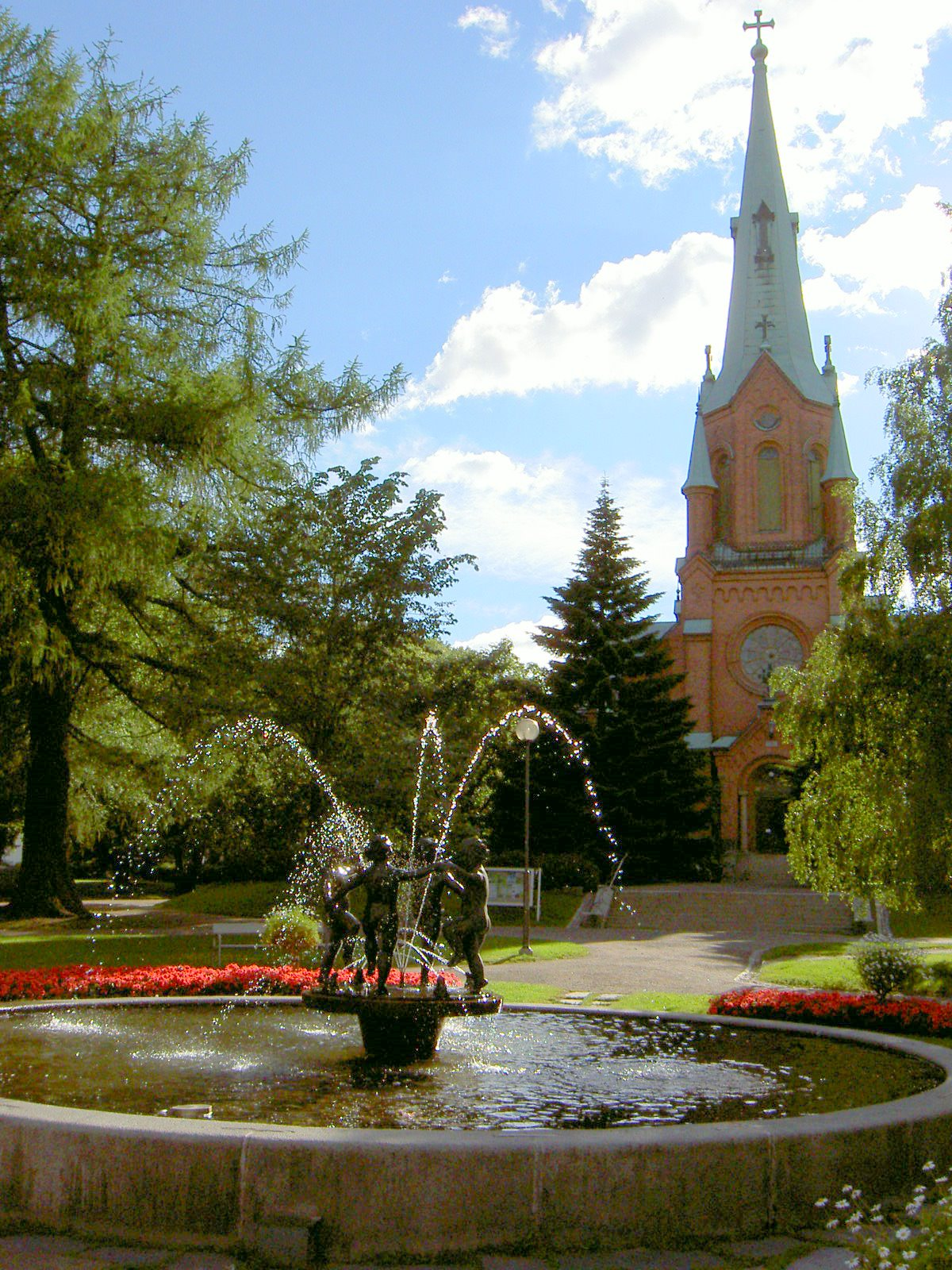
Parc Kirkkopuisto.
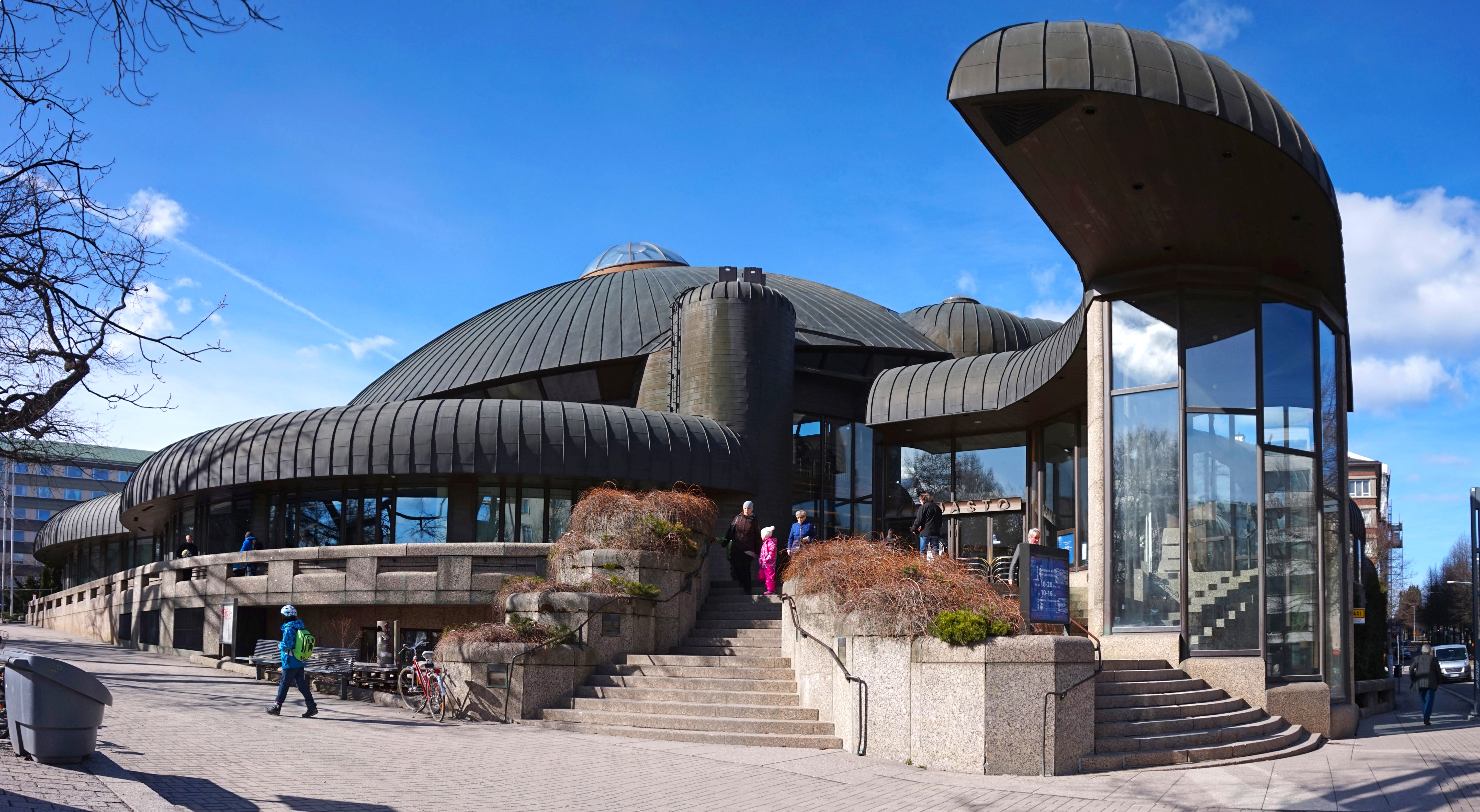
Bibliothèque Metso.
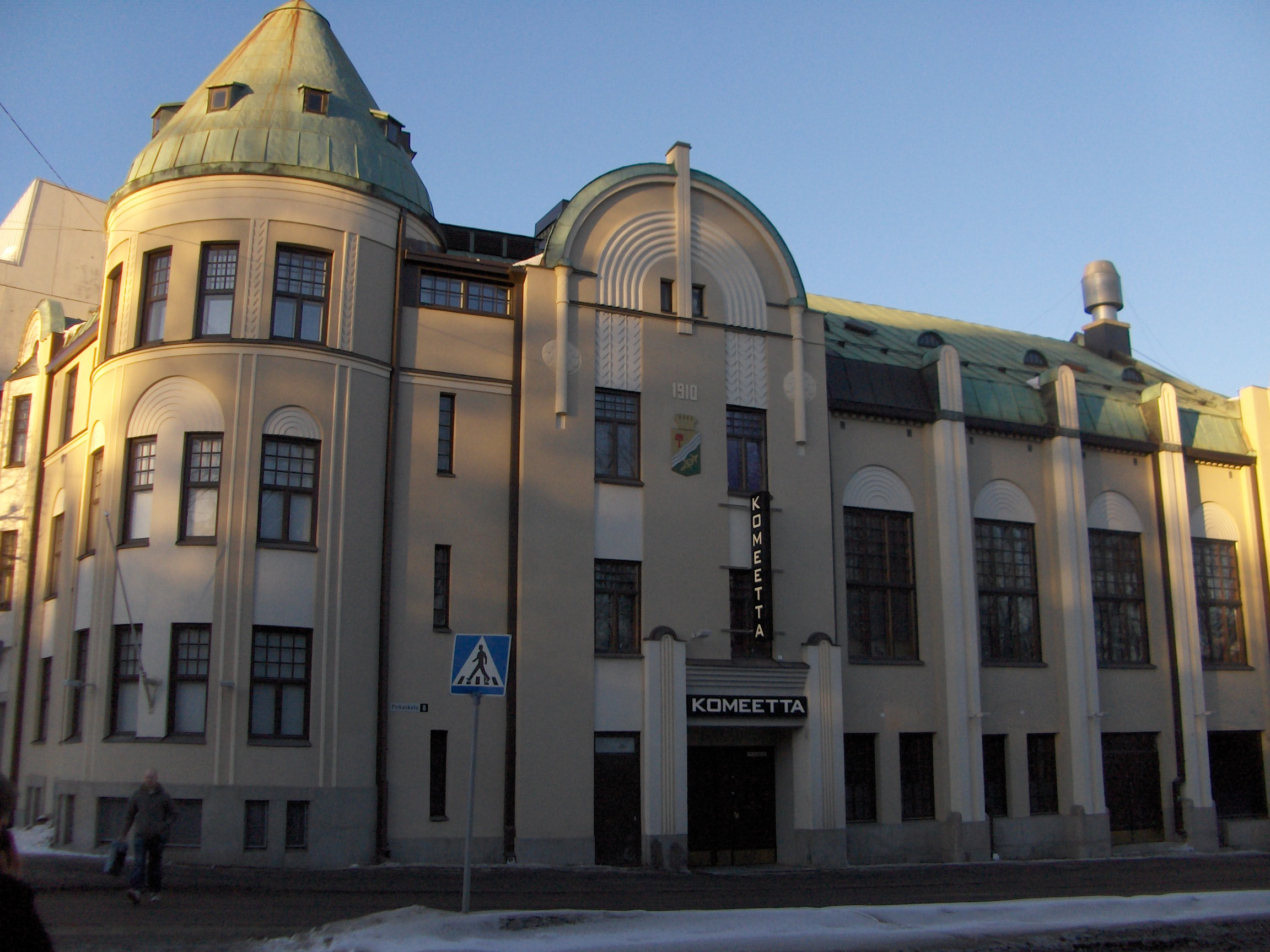
Maison des pompiers volontaires.
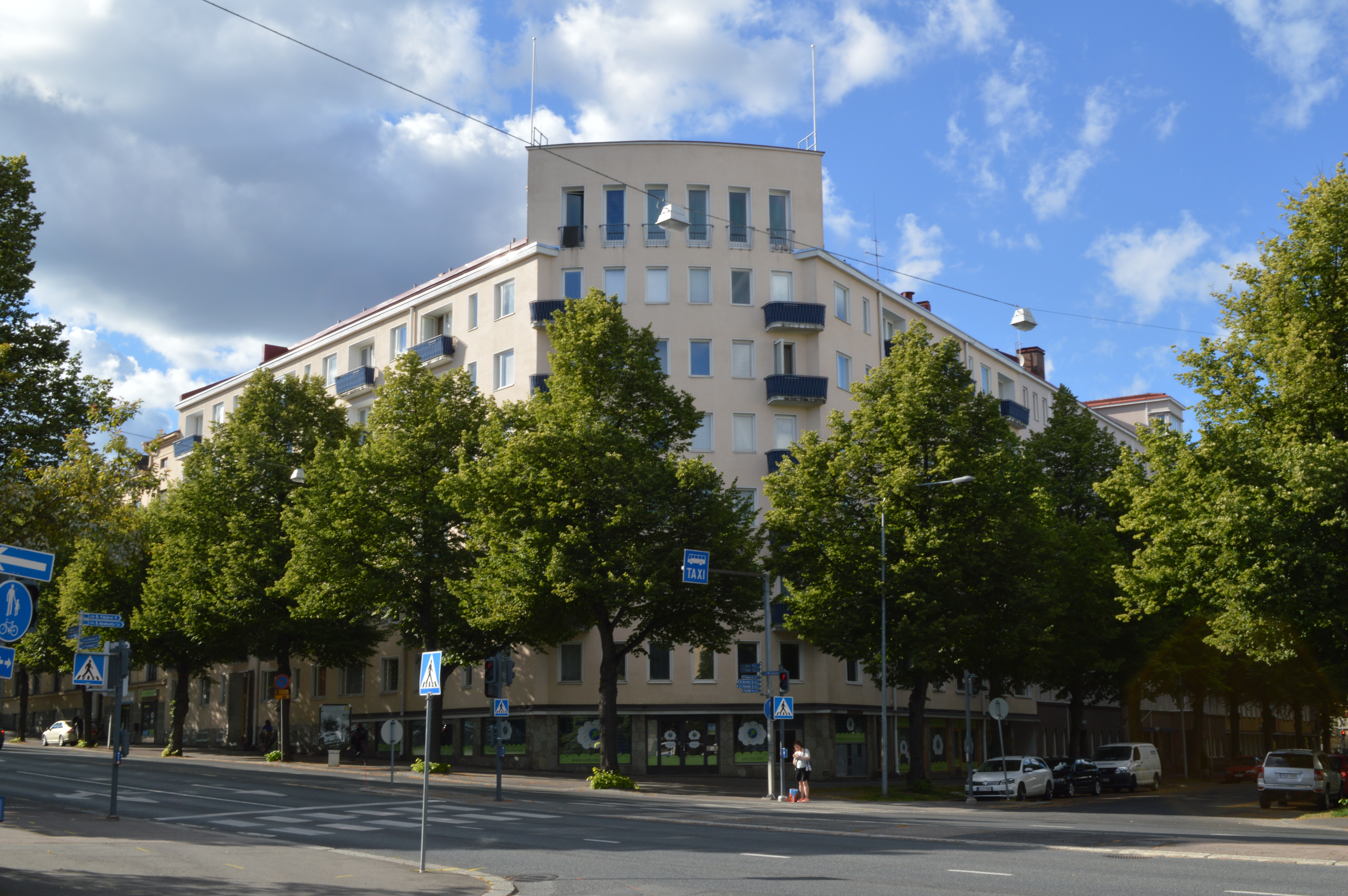
Veljeslinna.
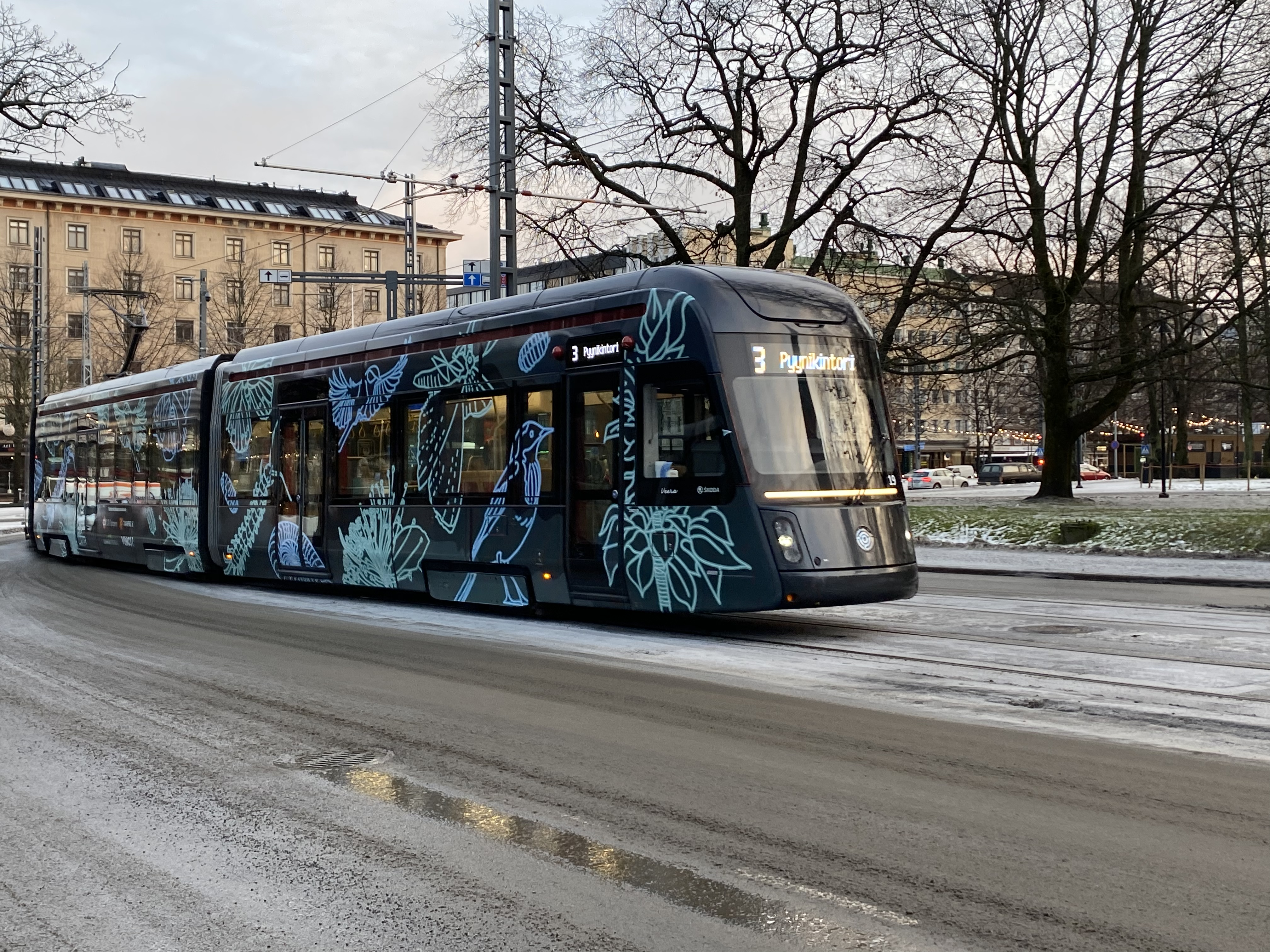
Rame de tramway dans Pirkankatu.
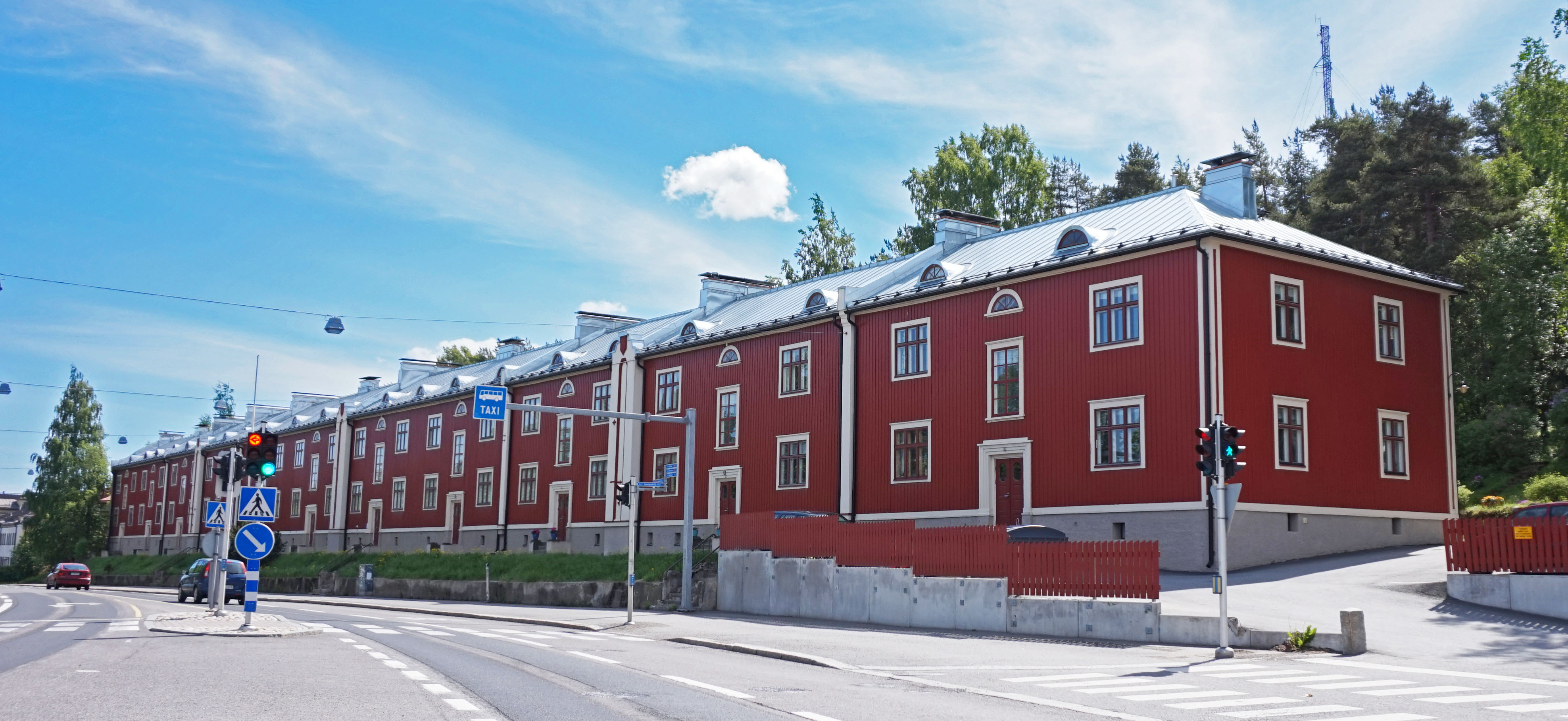
Kilometritalo.
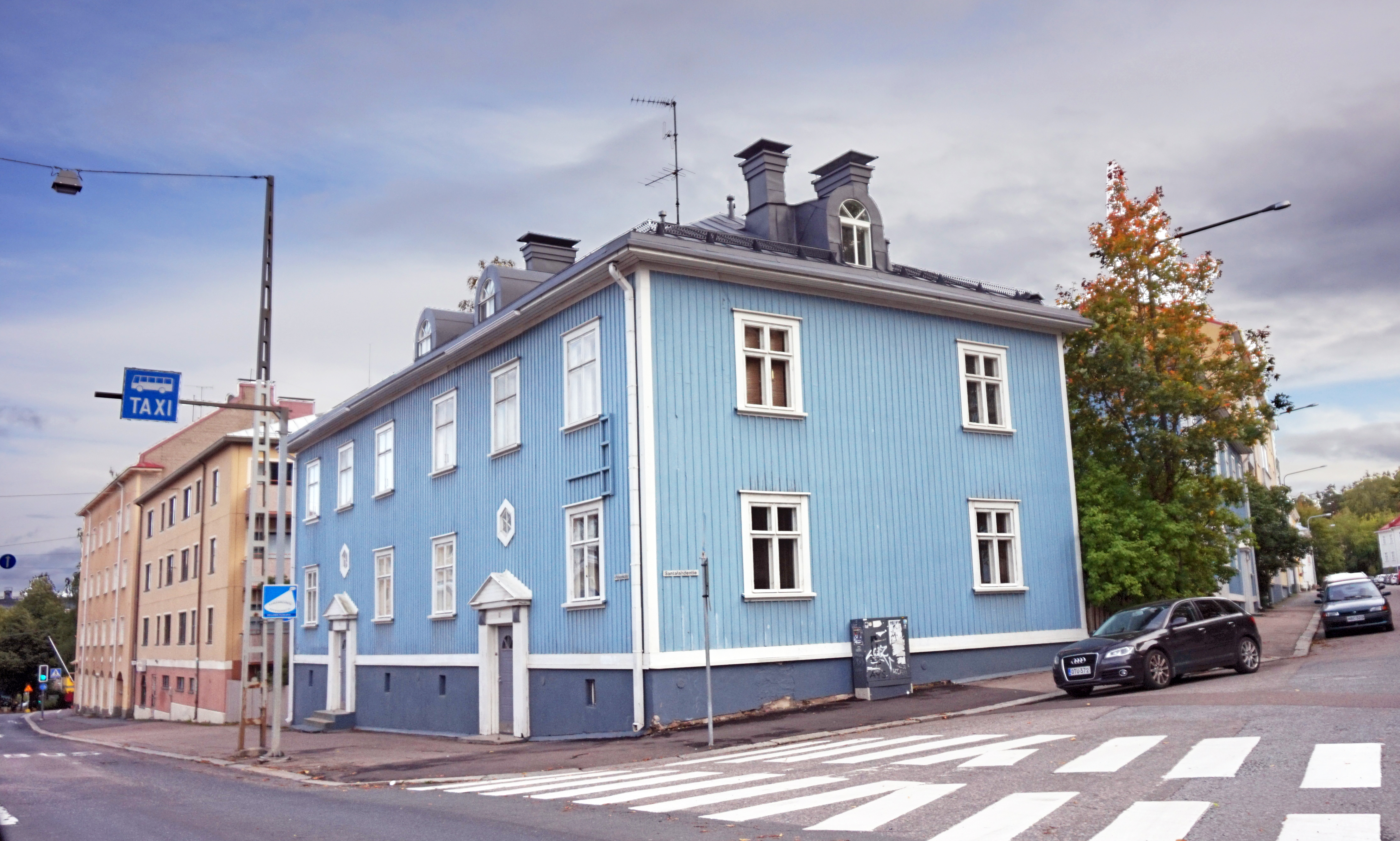
Pirkankatu 13.